# 無名抄
『無名抄』（むみょうしょう）は、鴨長明による鎌倉時代の歌論書（和歌に関する理論および評論の書）。正確な成立年は不詳であるが、建暦元年（1211年）10月以降、鴨長明没の1216年までに成立したと考えられている。別名『長明無名抄』『無名密抄』など。約80段からなる。全1巻。6種類以上の諸本が存在するが、その違いは後の人による付加部分の違いに由来する。
歌論としては、幽玄論、題詠論、本歌取りなどの技術論などを記述している。そのほかにも、先人の逸話や同時代の歌人に対する論評など多岐にわたる内容を持ち、随筆風な記述である。後に醒睡笑などに取り入られた逸話を含んでいる。

## 関連文献
- 『馬場あき子と読む鴨長明 無名抄』 短歌研究社、2011年
- 『無名抄　現代語訳付き』久保田淳訳注、角川ソフィア文庫、2013年
- 高橋和彦『無名抄全解』 双文社出版、新装版2012年

## 参考記事
- 『日本古典文学大辞典 第五巻』 同・編集委員会、岩波書店、1984年。ISBN 9784000800655